# آرشیو وب

آرشیو وب

بایگانی وب یا آرشیو وب (انگلیسی: Web archiving)، به فرایند جمع‌آوری بخش‌هایی از شبکه جهانی وب اطلاق می‌شود، که با هدف بایگانی اطلاعات وبسایت‌ها، بمنظور استفاده محققان، مورخان و عموم مردم در آینده، انجام می‌شود. آرشیوهای وب اغلب به دلیل حجم بسیار زیاد و میزان گستردگی داده‌ها در وب، از نرم‌افزارهای خزنده وب برای ذخیره‌سازی و آرشیو خودکار اطلاعات استفاده می‌نمایند. بزرگترین سازمان آرشیو کننده صفحات وب، وبگاه بایگانی اینترنت (اینترنت آرشیو) میباشد.